# Stefania Reindl
Pour les articles homonymes, voir Reindl.
Stefania Reindl (24 février 1922-11 mars 1993) est une gymnaste artistique polonaise. Elle participe aux Jeux olympiques d'été de 1952 à Helsinki en Finlande.
Précédemment, elle participe aux Championnats du monde de gymnastique artistique 1950 à Bâle en Suisse et remporte la médaille de bronze lors de l'épreuve féminine au sol. 